# 부산시 동래구
부산시 동래구는 대한민국의 옛 국회의원 선거구이다. 당시 부산시 동래구 지역을 관할했다.

## 역사
1957년 1월, 부산시에 구제가 실시되었다. 이에 부산시 갑 선거구에 해당하는 지역에 부산진구와 동래구가 신설되었다. 이로 인해 제4대 국회의원 선거를 앞두고 동래구 지역을 관할하는 부산시 동래구 선거구가 신설되었다.
1963년 1월, 경상남도 부산시가 정부 직할 부산시로 승격되면서 경상남도에서 분리되었다. 이로 인해 제6대 국회의원 선거를 앞두고 동래구 선거구로 개편되면서 폐지되었다.

## 역대 국회의원
| 선거   | 정당 | 정당   | 의원   |
| ------ | ---- | ------ | ------ |
| 1958년 |      | 자유당 | 김인호 |
| 1960년 |      | 민주당 | 김명수 |

## 역대 선거 결과

### 대한민국 제4대 국회의원 선거
|  | 45.79% |

|  | 38.16% |

|  | 10.12% |

|  | 5.91% |

### 대한민국 제5대 국회의원 선거
|  | 22.45% |

|  | 20.92% |

|  | 16.78% |

|  | 10.63% |

|  | 9.09% |

|  | 5.75% |

|  | 5.51% |

|  | 5.33% |

|  | 3.49% |